# Lucien De Gieter
Lucien De Gieter né le 4 septembre 1932 à Etterbeek (région Bruxelles-Capitale) est un auteur de bande dessinée belge francophone. Il est surtout connu comme créateur de la série Papyrus, qui a été adaptée en dessin animé en 1997-1998.

## Biographie
Lucien De Gieter naît le 4 septembre 1932 à Etterbeek,,, une commune bruxelloise. Il étudie à l'Institut Saint-Luc de Bruxelles et passe plusieurs années à travailler comme décorateur d'intérieur et designer industriel - dans cette profession, l'artiste participe à l'Exposition universelle de 1958 à Bruxelles. De Gieter est dans la vingtaine lorsqu'il se tourne vers la bande dessinée.
De Gieter entre au journal Spirou en 1961 et publie ses premières bandes dessinées en mini-récits. Il écrit plusieurs histoires pour des artistes tels qu'Eddy Ryssack, Jem (Jean Mortier), Francis et Kiko, et il crée sa propre bande dessinée à destination de la jeunesse avec le petit cow-boy Pony toujours pour cette même collection et reprise en 2005 aux éditions du Topinambour. De Gieter entre au studio Peyo, situé avenue de Boetendael à Uccle au milieu de 1965. Il travaille à l'encrage sur Les Schtroumpfs jusqu'en 1968 et puis il crée de nouveaux gags de Poussy à partir de 1969. En plus de son travail pour Peyo, De Gieter continue à travailler sur ses propres projets. Sa série Tôôôt et Puit, un jeune pêcheur de perles et une sirène est publiée dans Spirou à partir de 1966, ainsi que celle de Pony paraissent de manière régulière dans les pages du journal en 1968. Bien que restant fidèle à Spirou pour le reste de sa carrière, De Gieter fait de brèves apparitions dans Tintin pour lequel il écrit deux courts récits et dans Le Journal de Mickey. Il assiste également Berck pour la production d'histoires Mischa, une bande dessinée pour les éditions Kauka en Allemagne au début des années 1970.
En 1974, il abandonne Tôôôt et Puit pour commencer sa série merveilleuse teintée de fantastique Papyrus qu'il continue jusqu'en 2015 après avoir réalisé 33 albums.
Selon Patrick Gaumer, le graphisme de De Gieter tient paradoxalement plus de l'école de Bruxelles que de celle de Marcinelle.

### Vie privée
Il est marié à Colette Pollet qui fut aussi sa coloriste sur Papyrus,.

## Œuvres publiées

### Albums de bande dessinée

#### Albums de grand éditeur
- Poussy, avec Peyo, Dupuis, 3 albums, 1976-1977

#### Albums de luxes ou à petit tirage
- Tôôôt et Puit : Rendez-vous à Paris, Point Image, 1997,Réédition l'an suivant chez le même éditeur sous le titre Tôôôt à Paris[20] (ISBN 2-930110-24-4).
- Ali Bibi le petit fakir (scénario), avec Kiko (dessin), Loup, 2002

### Collectifs
- Catalogue imaginaire[21], Dupuis, Marcinelle, 1985
Scénario et couleurs : collectif - Dessin : collectif dont Lucien De Gieter,Hors commerce. Tirage limité à 1000 exemplaires.
- L'Oiseau de la paix[22], Association du livre de la paix, janvier 1986
Scénario et couleurs : collectif - Dessin : collectif dont De Gieter,40 auteurs réunis pour un album pour la paix.
- Collectif dont Lucien De Gieter, Pétition[23] : À la recherche d'Oesterheld et de tant d'autres !, Amnesty International - Belgique francophone ASBL Groupe 64, novembre 1986, 47 p., p. 1 strip)
- 1. Parodies - ... par leurs vrais auteurs !, M.C. Productions, octobre 1987
Scénario : collectif - Dessin : collectif dont Lucien De Gieter - Couleurs : quadrichromie -  (ISBN 2-907143-02-6)Participation : Papyrus (2 planches).
- Téléthon[24], Le Lombard, Bruxelles, juin 1990
Scénario et couleurs : collectif - Dessin : collectif dont Lucien De Gieter -  (ISBN 2-8036-0894-4)
- Flash Back[25], Comic! Events, août 1995
Scénario : collectif - Dessin : collectif dont De Gieter - Couleurs : noir et blanc,Ce Flash Back a été réalisé en collaboration avec Bédéciné Illzach et édité à l'occasion du 10e festival BD Coxyde (15 juillet au 6 août 1995) à 1 500 exemplaires numérotés à la main. Rares textes et titres des séries en deux langues : français et flamand. D/1995/6941/06. Format à l'italienne.
- La BD du 3e millénaire[26], Loterie romande, décembre 1999
Scénario : collectif - Dessin : collectif dont De Gieter - Couleurs : quadrichromie
- Marie Moinard et collectif, En chemin elle rencontre... : Les artistes se mobilisent contre la violence faite aux femmes, Des ronds dans l'O / Amnesty International, septembre 2009, 96 p. (ISBN 978-2-917237-06-9)

### Mini-récits
- Le Sachem n’aime pas le poisson (scénario), avec Eddy Ryssack (dessin), no 98, 1962
- Les Mollets mous sur le sentier de la guerre (scénario), avec Eddy Ryssack (dessin), no 115, 1962
- Les Pépins de la pêche  (scénario), avec Michel Matagne (dessin), no 124, 1962
- Pony :

1. Pony et son cheval, no 127, 1962
2. Pony chez les indiens Zacapo, no 134, 1962
3. Pony et la cousine de New York, no 154, 1963
4. Le Défi, no 184, 1963
5. Pony, Nina et la Ford T, no 200, 1964
6. Pony, Pony, Pony, Pony, les homonymes, no 207, 1964
7. Pony et le chef–coq, no 215, 1964
8. Les Déboires d’un âne, no 229, 1964
9. Little town Pony et la vedette de Charleston, no 245, 1964
10. La Chevauchée fantastique, no 254, 1965
11. Pony et le train fantôme, no 263, 1965
12. Pony et le docteur Protoxyde, no 280, 1965

- Dodu, page du Roi (scénario), avec Eddy Ryssack (dessin), no 155, 1963
- Mission au nouveau monde, no 174, 1963
- La Lyre enchantée (dessin), avec Jem (scénario), no 190, 1963
- La Guerre du Teddy–bear (scénario), avec Francis (dessin), no 206, 1964
- Rapataban et le grain de sable (scénario), avec Francis (dessin), no 265, 1965
- Ali–Bibi le petit fakir (scénario), avec Kiko (dessin), no 289, 1965

### Dans des périodiques
- 41 histoires courtes de Tôôôt et Puit, dans Spirou, 1966-1972, ainsi que :

1. Tôôôt à Paris, 1972

- Une histoire courte dans Spirou, 1966
- 2 histoires courtes dans Tintin, 1967
- 4 histoires courtes de Pony, dans Spirou, 1968-1970, ainsi que :

1. Le Voyage de la dernière chance, 1969-1970
2. Pony et l’institutrice, 1971

- 33 gags de Poussy, 1969-1973
- 3 histoires courtes et 33 histoires à suivre de Papyrus, dans Spirou, 1974-2015
- Tapirus, dans Circus, 1987
- Le Quinqua (dessin), avec Sergio Salma (scénario), dans Spirou, 2005.

### Illustrations
- Une quarantaine de couvertures de Spirou, depuis 1966.

### Collections publiques
9 œuvres de cet artiste sont conservées au Centre belge de la bande dessinée et font partie du patrimoine mobilier de la région Bruxelles-Capitale.

## Prix et distinctions
- 1986 :  Alfred Enfant au festival d'Angoulême pour Papyrus, t. 8 : La Métamorphose d'Imhotep[28].

#### Livres
: document utilisé comme source pour la rédaction de cet article.
- Jean Van Hamme, Introduction à la bande dessinée belge, Bruxelles, Bibliothèque royale de Belgique, 1968, 80 p., ill. ; 26 cm (lire en ligne), p. 13[catalogue] publié à l'occasion de l'exposition La bande dessinée en Belgique, Bibliothèque Albert Ier, [Bruxelles], du 29 juin au 25 août 1968.
- Henri Filippini, « De Gieter, Lucien », dans Dictionnaire de la bande dessinée, Paris, Bordas, 1989, 731 p., ill. ; 27 cm (ISBN 2-04-018455-4, OCLC 1244909550, BNF 35065653, présentation en ligne), p. 608.
- Jean Pirotte (dir.) et Luc Courtois, Du régional à l'universel. : L'imaginaire wallon dans la bande dessinée., Louvain-la-Neuve, Fondation wallonne Pierre-Marie et Jean-François Humblet, 1999, 310 p. (ISBN 978-2-9600072-3-7 et 2960007239, OCLC 1075833932), p. 215 lire sur Google Livres
- Jacques Fiérain, « De Gieter, Lucien », dans La BD à Bruxelles et en Brabant, Charleroi, Éd. l'Âge d'or, avril 2003, 144 p., ill. ; 31 cm (ISBN 9782960119664 et 2960119665, OCLC 470388171, présentation en ligne), p. 26. .
- Patrick Gaumer, « Lucien De Gieter », dans Larousse de la BD, Larousse, 2004, p. 217
- Patrick Gaumer, « De Gieter, Lucien », dans Dictionnaire mondial de la BD, Paris, Larousse, 2010, 953 p., ill. ; 27 cm (ISBN 978-2-0358-4331-9 et 2-0358-4331-6, OCLC 920924930, présentation en ligne), p. 236. .
- Philippe Mellot, Michel Denni, Laurent Turpin et Isabelle Morzadec, Trésors de la bande dessinée : BDM 2021-2022 - Catalogue encyclopédique et Argus, Paris, Les Arènes, novembre 2020, 22e éd., 1700 p., ill. ; 23 cm (ISBN 9791037502582, OCLC 1240308146, présentation en ligne), p. 41, 836, 897, 1215. .

#### Périodiques
- Hugues Dayez, « Les aventures d'un journal : Un petit pêcheur égyprion nommé Papyrus », Spirou, Dupuis, no 3848,‎ 12 janvier 2012, p. 25 (ISSN 0771-8071).
- Lucien De Gieter (interviewé par Sophie Flamand et Damien Perez), « Enquête : Originaux : De la poubelle au Pinacle - Des prix si fous que... - Entretien avec Lucien De Gieter », Casemate, no 45,‎ février 2012 (ISSN 1964-504X).
- Lucien De Gieter (interviewé par Frédéric Bosser), « Spécial Belgique : Lucien De Gieter Une retraite bien méritée », dBD, no 94,‎ juin 2015, p. 42-46 (ISSN 1951-4050).